# Подмосковная (станция)
Подмоско́вная — узловая железнодорожная станция Рижского направления Московской железной дороги в Москве. Входит в Московско-Смоленский центр организации работы железнодорожных станций ДЦС-3 Московской дирекции управления движением. По основному характеру работы является участковой, по объёму работы отнесена к 1-му классу.
К станции также примыкают:
- Паровозное депо Подмосковная с музейно-производственным комплексом, на его территории установлен памятник воинам-железнодорожникам
- Моторвагонное депо Подмосковная для обслуживания скоростных поездов «Сапсан» и «Ласточка»
- Цех ФТЧЭ-69 Подмосковная — филиал эксплуатационного локомотивного депо ТЧЭ-18 им. Ильича
- ПТОЛ-24 Подмосковная — филиал ремонтного локомотивного депо ТЧР-15 Лихоборы

Станция и депо расположены в районе Аэропорт рядом со станцией метро «Сокол».

## История
Станция и паровозное депо при ней построены в 1901 году в рамках строительства Виндавской железной дороги (ныне Рижское направление МЖД). К открытию движения по дороге было сооружено паровозное депо веерного типа с поворотным кругом и водокачка с угольным складом для экипировки паровозов. От этой станции отправлялись поезда до открытия Виндавского вокзала в сентябре 1901 года, первый поезд отправился 2 июля 1901 года.
В 1938 году на станции был построен соединительный путь со строящимся электродепо «Сокол», через который Московский метрополитен стал получать вагоны с завода.
С ноября 1941 года на станции, на основании директивы Народного комиссара обороны (наркома обороны) СССР № 22сс от 29 октября 1941 года, формировался 23-й отдельный дивизион бронепоездов.
В 1940-е годы станция являлась крупнейшей сортировочной станцией Московского железнодорожного узла.

### Обслуживаемые линии
| Линия                         | Период                 |
| ----------------------------- | ---------------------- |
| Московское центральное кольцо | 2016 — настоящее время |

### Новейшее время
18 ноября 2008 г. было принято Постановление Правительства Москвы N 1070-ПП «О Генеральной схеме развития Московского железнодорожного узла» Согласно этому постановлению, станцию Подмосковная предполагалось ликвидировать, и на её месте построить жилой район.
В 2010 году собственник территории предпринял попытку сноса деревянного вокзала, пресеченную активистами Архнадзора и Мосгорнаследием..
По состоянию на 2012 год планы сноса были отменены. В конце 2012 года ОАО «РЖД» приняло решение о строительстве на станции моторвагонного депо для электропоездов «Ласточка»..
30 июля 2015 года открыто моторвагонное депо «Подмосковная», где обслуживаются пассажирские электропоезда, курсирующие по Малому кольцу МЖД, а также поезда «Ласточка» и «Сапсан». Электропоезда нового поколения будут проходить все виды технического и сервисного осмотра. Изначально открытие планировалось на ноябрь 2014 года.
С 2014 года осуществлена масштабная реконструкция паровозного депо и возвращение ему первозданного вида к 70-летию Великой Победы в мае 2015 года. Руководил реконструкцией главный инженер МЖД Сергей Вязанкин. Паровозное депо воссоздано в изначальном виде, в котором было задумано в 1901 году. На базе уцелевших от разрушения во время войны зданий депо 30 июля 2015 года создан не имеющий аналогов в России музейно-производственный комплекс, где музейная экспозиция совмещается с ремонтом и эксплуатацией действующих паровозов. В депо обслуживаются паровозы, которые используются для туристических ретро-поездок. Веерное депо с поворотным кругом вместе с водонапорной башней, конторой и домом для персонала числятся в списках объектов культурного наследия железнодорожной инфраструктуры на территории Москвы. В экспозиционном зале депо представлена демонстрационная модель «Паровоз в разрезе», оснащённая цветной подсветкой основных узлов машины. В помещении вокзала воссоздана обстановка начала 20 века с кассой, телеграфом, залами ожидания и буфетом. Здесь можно на дилижансе совершить виртуальную экскурсию по Москве начала XX века.

## Предприятия и инфраструктура

### Инфраструктура
Железнодорожные пути идут от станции в трёх направлениях: от западной горловины станции вдоль улицы Константина Царёва на МК МЖД к станции Серебряный Бор, а также в сторону Ржева и Рижского вокзала (по Рижскому направлению МЖД).
В границах станции Подмосковная находятся пассажирские платформы пригородных поездов Красный Балтиец, Стрешнево (только путь и платформа в сторону области) и Покровское-Стрешнево (только путь и платформа в сторону области). Входной светофор по правильному пути из области находится сразу к востоку от Стрешнева, а по другому пути к западу от Покровского-Стрешнева из-за примыкания подъездного пути.
У платформы Покровское-Стрешнево до 2000-х годов существовало путевое развитие, относящееся к станции Подмосковная (ранее была самостоятельной станцией). Путевое развитие станции насчитывает более 30 путей, не считая путей, относящихся к депо.
От станции можно выйти на Амбулаторный переулок, Второй Амбулаторный проезд, Третий Балтийский переулок и ул. Космонавта Волкова. Ближайшие станции метро — «Сокол», «Войковская».

### Предприятия станции
На станции находится цех ТЧ-18 локомотивного депо имени Ильича, до 2000-х годов — локомотивное депо ТЧ-16 Подмосковная. Подвижной состав — паровозы Эу, Эм, СО17, Эр, Л, ЛВ, П36, ТЭ, 9П, тепловоз ТГК2. Также на станции базируется восстановительный поезд. Работает погрузочный терминал. Моторвагонное депо для обслуживания поездов «Ласточка» и Московская Дирекция Скоростного Сообщения

### Исторические памятники
На станции сохранилось деревянное здание вокзала (ул. Космонавта Волкова, д. 10, стр. 2), а также комплекс деповских построек: водонапорная башня, здание паровозного депо веерного типа с поворотным кругом, административное здание (контора депо) и дом для персонала, обслуживающего башню. Все здания построены в 1901 году в стиле «модерн» и являются единым архитектурным ансамблем — последним, уцелевшим на линии Московско-Виндавской железной дороги; все остальные её станции были частично или полностью разрушены в годы Великой Отечественной войны.

До открытия Виндавского (современного Рижского) вокзала 11 сентября 1901 года Подмосковная служила конечной станцией Московско-Виндавской железной дороги, а её вокзал выполнял функции одного из столичных вокзалов в период с июля по сентябрь 1901 года. 
С декабря 2008 года здания Подмосковной являются памятниками истории и архитектуры регионального значения и находятся под государственной охраной.
В настоящее время комплекс исторических сооружений используется как ремонтное депо для тепловозов и паровозов, воссоздан паровозный цех. Функционирует химическая лаборатория, в административном здании живут машинисты, работающие вахтовым методом. Кирпичная водонапорная башня, действующая до сих пор, обеспечивает станцию и расположенные на ней предприятия водой.
С 2006 года Подмосковная является туристическим объектом — по станции и депо проводятся регулярные экскурсии для всех желающих. Каждое воскресенье с Рижского вокзала на Подмосковную отправляется ретропоезд на паровозной тяге. Во время экскурсии можно увидеть исторические здания станции, а также наблюдать разворот паровоза на поворотном круге вручную, силами машиниста, помощника и кочегара, а также заправку паровоза водой.

### Подъездные пути
В южном направлении отходит путь в электродепо Сокол Московского метрополитена.
В восточном направлении отходит путь на косметическую фабрику Свобода.

## Движение по станции
Движение поездов по станции осуществляется в направлениях: на запад — выдача Ласточек на МЦК, на восток и северо-запад — пригородных поездов.
Пассажирские поезда (3 пары в день) следуют по парку станции без остановок и только по Рижскому направлению, как и пригородные поезда (порядка 75 пар в день), останавливающиеся на платформах Красный Балтиец, Ленинградская и Покровское-Стрешнево. Грузовые поезда прибывают на станцию с Малого кольца МЖД и из области по Рижскому направлению. Движение грузовых поездов в сторону Рижского вокзала незначительно.

## Факты
- На станции Подмосковная снимали фильм «Баллада о Солдате»: короткую сцену на пешеходном мосту, когда героиня окликает солдата, потом — сцену у водяной колонки на месте сломанных бараков[13][14].

## Наземный общественный транспорт
На этой станции можно пересесть на следующие маршруты городского пассажирского транспорта:
- Автобусы: 323, 780, т57